# Nyliden
Nyliden – miejscowość (småort) w Szwecji w gminie Örnsköldsvik w regionie Västernorrland. Około 105 mieszkańców.